# Idioma protosemítico
El protosemítico es la protolengua que constituye una aproximación reconstruida de la lengua madre que habría dado lugar a las lenguas semíticas. Aunque se trata de una lengua no testimoniada, gran parte de su léxico y sus características gramaticales son hipotéticamente reconstruibles sobre la base de las modernas lenguas semíticas.
Algunos autores habrían propuesto, que el protosemítico debería situarse alredeor del VII milenio a. C.. Un reciente análisis bayesiano identificó un origen para el protosemítico en Oriente Próximo hacia el 3800 a. C. Los primeros testimonios escritos de las lenguas semíticas están en acadio y datan del siglo XXIII a. C. (ver Sargón de Acad). Las primeras inscripciones en alfabeto preprotocanaanita, usado presumiblemente por hablantes de una lengua semítica datan del siglo XVIII a. C. (las inscripciones en alfabeto protocananeo se documentan entre los siglos XVII y XII a. C.).

## Fonología
En el último estadio del protosemítico el sistema vocálico de la lengua comprendía tres vocales breves (a, i, u) y tres vocales largas (ā, ī, ū). en cuanto a las consonantes el protosemítico consta de 29 fonemas consonánticos, que transcribimos a continuación según las convenciones semitológicas habituales (entre paréntesis se da el equivalente IPA tentativo):
| Consonantes   | Consonantes            | Sonora | Sorda  | Enfática   | Nasal  |
| ------------- | ---------------------- | ------ | ------ | ---------- | ------ |
| Labiales      | oclusivas              | *b [b] | *p [p] |            | *m [m] |
| Labiales      | aproximante            | *w [w] |        |            |        |
| Interdentales | fricativas             | *ḏ [ð] | *ṯ [θ] | *ṱ [θˁ,θʼ] | *n [n] |
| Alveolares    | oclusivas              | *d [d] | *t [t] | *ṭ [tˁ,tʼ] | *n [n] |
| Alveolares    | fricativa postalveolar |        | *š [ʃ] |            | *n [n] |
| Alveolares    | fricativas alveolar    | *z [z] | *s [s] | *ṣ [sˁ,sʼ] | *n [n] |
| Alveolares    | laterales              | *l [l] | *ś [ɬ] | *ṣ́ [ɬˁ,ɬʼ] | *n [n] |
| Alveolares    | vibrante               | *r [r] |        |            |        |
| Palatales     | aproximante            | *y [j] |        |            |        |
| Velares       | oclusivas              | *g [ɡ] | *k [k] | *q [kˁ,kʼ] |        |
| Velares       | fricativas             | *ġ [ɣ] | *ḫ [x] |            |        |
| Faringales    | fricativas             | *ʻ [ʕ] | *ḥ [ħ] |            |        |
| Glotales      | oclusiva               |        | *ʼ [ʔ] |            |        |
| Glotales      | fricativa              |        | *h [h] |            |        |

| Vocales | breve  | breve  | larga   | larga   |
| ------- | ------ | ------ | ------- | ------- |
| Cerrada | *i [i] | *u [u] | *ī [iː] | *ū [uː] |
| Abierta | *a [a] | *a [a] | *ā [aː] | *ā [aː] |

## Lista de términos protosemíticos
La siguiente es una pequeña muestra del léxico hipotéticamente reconstruido:
- ba (negación)
- bak 'golpear, dividir, partir'
- dim / *dam 'sangre'
- dar- 'incrementar, agrandar'
- -fir 'flor, fruto'
- kama? 'comer'
- pir- 'volar'
- sum / *sim 'nombre'
- sin / *san 'nariz'
- -tuf 'escupir'